# Aspilia natalensis
Aspilia natalensis là một loài thực vật có hoa trong họ Cúc. Loài này được (Sond.) Wild mô tả khoa học đầu tiên năm 1966.